# Oleg Viro
Oleg Yanovitch Viro, en russe : Олег Янович Виро  est un mathématicien russe spécialisé en topologie et géométrie algébrique réelle, né le 13 mai 1948 à Leningrad. En plus de la nationalité russe, il a la nationalité suédoise.

## Biographie
Viro obtient son doctorat à l'Université de Leningrad en 1974 sous la direction de Vladimir Abramovitch Rokhline (titre de sa thèse :  Topological invariants of branched coverings of manifolds with boundary). Il est ensuite professeur assistant à l'Université de Leningrad à partir de 1974, puis maître de conférences à partir de 1980 et de 1986 à 1990, professeur ; il y obtient son habilitation universitaire (kandidat nauk) en 1983 (Real algebraic varieties with prescribed topological properties). Depuis 1986, il est également membre de l'Institut Steklov de Leningrad (LOMI), où il dirige le laboratoire de géométrie et de topologie de 1988 à 1992. En 1992, il part pour l'Université de Californie à Riverside, où il est professeur de topologie jusqu'en 1997. À partir de 1994, il est également professeur à l'université d'Uppsala, mais il est contraint de démissionner en 2007 en même temps que le mathématicien Burglind Jöricke. La démission est la conséquence de divisions entre le membres du corps professoral et a suscité des lettres de protestation, notamment de l'ancien président de l'Union mathématique internationale Lennart Carleson, et du président de la Société mathématique européenne Ari Laptev. Depuis 2008, Viro est professeur à l'université d'État de New York à Stony Brook et il est également toujours membre de l'Institut Steklov de Saint-Pétersbourg. Viro est entre autres professeur invité à l'Université de Paris VII en 2000 et à l'Université de Californie à Berkeley en 2004.

## Recherche
Viro a introduit les « techniques de coupe et de collage » pour les variétés en géométrie algébrique réelle, avec lesquelles il examine leur topologie et il classe topologiquement complètement les courbes projectives planes non singulières de degré 7 (à isotopie près). Ceci constitue une contribution au Seizième problème de Hilbert. La technique est l'un des éléments de base pour la géométrie tropicale. Avec son doctorant Vladimir Touraïev, il introduit un invariant portant leur nom dans la théorie topologique quantique des champs.

## Distinctions
En 1975, il obtient le prix des jeunes mathématiciens de la Société mathématique de Saint-Pétersbourg.
Viro est conférencier invité au Congrès international des mathématiciens de 1983 à Varsovie (Progress in the last five years in topology of real algebraic varieties). En 2000, il donne une conférence plénière au Congrès européen de mathématiques à Barcelone (Dequantization of real algebraic geometry on a logarithmic paper). En 1997, il reçoit le prix suédois Göran Gustafsson. Il est membre de l'American Mathematical Society.

## Publications (sélection)
- Oleg Viro, « From the sixteenth Hilbert problem to tropical geometry », Japanese Journal of Mathematics, vol. 3, no 2,‎ décembre 2008, p. 185–214 (DOI 10.1007/s11537-008-0832-6, lire en ligne)
- V. G. Turaev et O. Y. Viro, « State sum invariants of 3-manifolds and quantum 6j-symbols », Topology, vol. 31, no 4,‎ 1er octobre 1992, p. 865–902 (DOI 10.1016/0040-9383(92)90015-A)

- Oleg Ya. Viro, Oleg A. Ivanov, Nikita Yu. Netsvetaev et Viatcheslav M. Kharlamov, Elementary topology: problem textbook, Providence, RI, American Mathematical Society, 2008, xx + 400  (ISBN 978-0-8218-4506-6, zbMATH 1180.54001, lire en ligne)
- Oleg Ya. Viro, « The 16th Hilbert problem, a story of mystery, mistakes and solution », Uppsala, 20 avril 2007.